# 澄海縣
澄海縣是中国广东省历史上的一个县。
始置于明嘉靖四十二年正月丁未即正月初十（1563年2月20日），由潮州府海阳县的上外莆、中外莆、下外莆等三都，揭阳县的蓬州、鮀江、鳄浦等三都，饶平县的苏湾都组成，县名取“澄靖海氛”或“海宇澄清”之意，治所设于下外莆都之辟望村（今澄海区中心城区），大致范围为今汕头市金平区、龙湖区、澄海区三区（现隆都镇和莲华镇部分是在新中国成立划归澄海县的）。
澄海縣历史上曾三度废止，第一次由于康熙时期在东南沿海颁布的“迁界令”，于康熙五年（1666年）六月迁界，撤县并入海阳县，康熙八年（1669年）三月复置，其后于1959年1月也曾撤县并入汕头市郊区直至同年11月复置。1994年4月18日，澄海縣撤销，原縣域设立澄海市（縣级，之后改制为澄海区）。
澄海县亦为潮州八邑之一。這里也是暹羅吞武里王朝建立者、達信大帝鄭昭之父鄭鏞的家乡。